# Helina natalensis
Helina natalensis este o specie de muște din genul Helina, familia Muscidae, descrisă de Zielke în anul 1970. Conform Catalogue of Life specia Helina natalensis nu are subspecii cunoscute.